# Damernas 87 kg i tyngdlyftning vid olympiska sommarspelen 2020
Damernas tyngdlyftning i 87-kilosklassen vid olympiska sommarspelen 2020 hölls den 2 augusti 2021 i Tokyo International Forum i Tokyo.
Wang Zhouyu från Kina tog guld, ecuadorianska Tamara Salazar tog silver och Crismery Santana från Dominikanska republiken tog brons.

## Tävlingsformat
Varje tyngdlyftare får tre försök i ryck och stöt. Deras bästa resultat i de båda lyften kombineras till ett totalt resultat. Om någon tävlande misslyckas att få ett godkänt lyft, så blir de utslagna. Ifall två tyngdlyftare hamnar på samma resultat, är idrottaren med lägre kroppsvikt vinnare.

## Resultat
| Placering | Idrottare                    | Nation                  | Grupp | Kroppsvikt | Ryck (kg) | Ryck (kg) | Ryck (kg) | Ryck (kg) | Stöt (kg) | Stöt (kg) | Stöt (kg) | Stöt (kg) | Totalt |
| Placering | Idrottare                    | Nation                  | Grupp | Kroppsvikt | 1         | 2         | 3         | Resultat  | 1         | 2         | 3         | Resultat  | Totalt |
| --------- | ---------------------------- | ----------------------- | ----- | ---------- | --------- | --------- | --------- | --------- | --------- | --------- | --------- | --------- | ------ |
| 1         | Wang Zhouyu                  | Kina                    | A     | 84,20      | 115       | 115       | 120       | 120       | 145       | 150       | 160       | 150       | 270    |
| 2         | Tamara Salazar               | Ecuador                 | A     | 85,30      | 108       | 111       | 113       | 113       | 144       | 147       | 150       | 150       | 263    |
| 3         | Crismery Santana             | Dominikanska republiken | A     | 86,50      | 112       | 116       | 119       | 116       | 140       | 144       | 144       | 140       | 256    |
| 4         | Mönkhjantsangiin Ankhtsetseg | Mongoliet               | A     | 86,95      | 110       | 110       | 112       | 110       | 140       | 142       | 147       | 142       | 252    |
| 5         | Gaëlle Nayo-Ketchanke        | Frankrike               | A     | 84,05      | 103       | 106       | 108       | 108       | 135       | 139       | 145       | 139       | 247    |
| 6         | Mattie Rogers                | USA                     | A     | 78,55      | 108       | 111       | 112       | 108       | 138       | 138       | 138       | 138       | 246    |
| 7         | Naryury Pérez                | Venezuela               | A     | 86,35      | 105       | 109       | 112       | 112       | 130       | 137       | 138       | 130       | 242    |
| 8         | Elena Cîlcic                 | Moldavien               | A     | 86,80      | 105       | 109       | 109       | 105       | 130       | 135       | 139       | 135       | 240    |
| 9         | Kang Yeoun-hee               | Sydkorea                | B     | 76,70      | 100       | 103       | 103       | 103       | 120       | 125       | 128       | 128       | 231    |
| 10        | Lidia Valentín               | Spanien                 | B     | 80,60      | 100       | 103       | 106       | 103       | 122       | –         | –         | 122       | 225    |
| 11        | Clementine Meukeugni         | Kamerun                 | B     | 85,85      | 99        | 103       | 103       | 99        | 120       | 120       | 125       | 125       | 224    |
| 12        | Jaqueline Ferreira           | Brasilien               | B     |            | 95        | 95        | 100       | 100       | 115       | 124       | 124       | 115       | 215    |
| 13        | Kanah Andrews-Nahu           | Nya Zeeland             | B     |            | 94        | 98        | 100       | 94        | 105       | 112       | 120       | 112       | 206    |